# مسألة الهوية العروبة والإسلام والغرب (كتاب)
مسألة الهوية: العروبة والإسلام ... والغرب- كتاب للمفكر والفيلسوف المغربي "محمد عابد الجابري"، صدرت الطبعة الأولي من الكتاب في أبريل عام 1995م، وبعد ذلك
أُعيد طبع الكتاب عدة مرات منها مثلاً: طبعة 1997م، وطبعة 2006م، وطبعة 2012م.، وطبعة 2015م
والكتاب يتناول قضية من القضايا الأساسية التي تشغل الرأى العام العربي في الوقت الراهن، والتي يتم طرحها من خلال ثنائية العروبة والإسلام، كما يتطرق الجابري لقضية المستقبل العربي وعلاقته بالآخر، الغرب ومدى تأثيره فيه، فيعرض لعناصر الظرفية الدولية الراهنة وموقع العرب فيها، مع التطرق لإسرائيل والنظام الدولى الجديد، والنظام القديم. وفي نهاية الكتاب يتطرق الجابري أيضًا لصورة العرب والإسلام في وسائل الإعلام الغربية، وهي نظرة غير موضوعية، إذ يتحكم فيها عنصران ذاتيان هما: الرغبة في نفط العرب من ناحية، ومن الناحية الأخري الخوف من المهاجرين العرب والمسلمين الذين لا تستطيع أوربا امتصاصهم أو الاستغناء عنهم.

## محتويات الكتاب
الكتاب عبارة عن ثلاثة أقسام، بالإضافة إلى مدخل بعنوان "ما العربي"، وبيان هذه الاقسام كالتالي:

### القسم الأول: العروبة والإسلام ...والوحدة القومية
1. العروبة والإسلام: أطروحات وأطروحات مضادة.
2. العرب والعروبة في المرجعية التراثية.
3. العرب والعروبة في المرجعية النهضوية.
4. الإسلام.. في المرجعيتين: التراثية والنهضوية.
5. وجهة نظر جديرة بالاعتبار.
6. الدولة القطرية أساس الوحدة العربية.
7. يجب البدء بدمقرطة الفكرة القومية.
8. الإقليم القاعدة: مقولة غير علمية، غير إجرائية.
9. الوحدة أشكال ومستويات.

### القسم الثاني: نحن والآخر والمستقبل
1. المستقبل الماضي: بين الأنا والآخر.
2. المستقبل.. بين طعام الموتى وسعادة المعرفة.
3. القبيلة التي جعلت مشروعها المستقبلي قيادة العالم.
4. الإمبراطورية العالمية.. والإيديولوجية البابوية.
5. فلسفة التاريخ.. أو إيديولوجية المركزية الأوربية.
6. الاستشراق.. إقصاء للشرق وبناء للغرب.
7. الأنا والآخر.. والذاكرة الثقافية.
8. العرب: موقع استراتيجي وبترول.
9. المستقبل العربي والظرفية الدولية الراهنة.
10. نوع جدي من النضال.

### القسم الثالث: صورة العرب والإسلام في وسائل الإعلام الغربية
1. العرب والإسلام والمهاجرون في الإعلام الأوروبي.
2. خطاب الخوف من الإسلام في الإعلام الغربي.
3. آليات العقل الأوروبي في صنع صورة العرب والإسلام في خطابه.
4. الإسلام الذي يسكت عنه الإعلام الغربي.

## عن الكتاب
في هذا الكتاب الثالث من سلسلة قضايا الفكر العربي يتناول الجابري مسألة الهوية من جوانبها المختلفة، فيتعرض لزوايا متعددة منقبًا في مصادر المعرفة؛ من أجل التوصل إلى نتائج متعددة تكون قادرة على اقناع الكثيرين. فيعرض الجابري في كتابه لأطروحات وأطروحات مضادة عن العروبة والإسلام وعلاقتهما بالوحدة العربية، ويمحصها في مرجعيتها التراثية ومرجعيتها النهضوية، وينتقل إلى علاقتها بالدولة القطرية والوحدة العربية، وقضية المستقبل العربي والظرفية الدولية الراهنة، وفي الكتاب أيضًا عرض لصورة العرب والإسلام في الإعلام الغربي.
الجابري في كتابه يسير بالقارئ من البسيط إلى المعقد والمتشعب، معتمدًا في ذلك على المنهج التعليمي، وذلك من خلال محاولة تبسيط مصطلح أو مفهوم الهوية معتمدًا في ذلك على الرأي العام والأمثلة المعيشة، مستدلاً ومبرهنًا بنماذج مستوحاة من الواقع المعيش الموضوعي. ويرجع الجابري أصل مشكلة الهوية العربية إلى الإرادة السياسية وإلى أزمة الديمقراطية، مضيفًا الاستعمار وسياسة التبعية، وهذا على العكس من الوحدة الأوربية. وهذا في رأي الجابري أحد الأسباب التي عرقلت تحقيق الوحدة العربية، مما مارس تأثيرًا على مسألة الهوية.  ونرى أن المشكلة الأساسية في سبب الأزمات التي تعاني منها الدول العربية والشعوب العربية، بالإضافة إلى ما أشار إليه الأستاذ الجابري، تتجسد في العمق في تكوين هذه الشخصية العربية على مستوى التفكير والرؤية من جهة، وعلى مستوى الواقع الموضوعي والممارسة الفعلية من جهة أخرى، حيث أن صراع الشخصية العربية –اليوم- أصبح صراعا شقيا ممزقا ومفككا.. صراع الحائر التائه بين الرؤية/التصور والمنهج.. وبين الواقع الموضوعي المتحرك والممارسة الفعلية لتلك الرؤية وذلك المنهج. من هنا تصبح الأزمة، أزمة الشخصية لا تعود فقط إلى الأزمة السياسية أو إلى أزمة الديمقراطية أو الثقافة.. إلخ، بالنسبة للعرب والغرب، بقدر ما أصبحت أزمة الشخصية أو الهوية هي أزمة إنسانية وحضارية.. أفرزتها التطورات الاجتماعية والاقتصادية.. السياسية والإيديولوجية.. الفكرية والثقافية.. إلخ في عصرنا، وإلا كيف يمكن تفسير ظاهرة الحركات الاجتماعية والدينية والطلابية وكذلك الحركات الثورية والمتطرفة.. في العالم (الآن)؟!

وحول الصراع الإنساني والحضاري، الثقافي والتاريخي، السياسي والإيديولوجي جاء القسم الثاني من هذا الكتاب الذي يعالج مجموعة من القضايا المتنوعة والمتعددة من وجهة نظر المفكر المغربي محمد عابد الجابري، وذلك بالاعتماد على رؤيته ومنهجيته المعروفين، حيث يقول في ص90 من الكتاب
"ومن هنا يجب أن ننظر إلى "التفكير في المستقبل" على أنه، في جزء منه على الأقل، عبارة عن محاولة ترمي إلى إعادة ترتيب العلاقة مع "الآخر" مفردا كان أو جمعا، بل يمكن الذهاب إلى أبعد من ذلك والزعم بأنه لولا وجود "الآخر" لما كان هناك تفكير في المستقبل: فنحن إنما نفكر في المستقبل لأن شيئا ينافسنا في حاضرنا، يهددنا أو يستهوينا أو يتقدم علينا، وبعبارة أخرى يتحدى هدوءنا وسكينتنا وغفلتنا، نوعا من التحدي، ومن هذا المنظور يمكن القول مع توينبي المؤرخ البريطاني المعروف، إن الحضارات هي وليدة "التحدي" الذي يواجه الشعوب والأمم"
كما أن العلاقة بين الأنا والآخر تتخذ عدم معاني ودلالات، ويتم استعمالها عدة استعمالات في كثير من القضايا التي يعالجها هذا الكتاب، بحيث تصبح هذه العلاقة هي المحور الجوهري لهذا الكتاب في التحليل والنقد والمناقشة. كما يبدو واضحًا مثلاً من خلال علاقة الماضي بالحاضر، والحاضر بالمستقبل، والمستقبل بالماضي، ثم علاقة العربي بالمسلم والمسلم بالغربي، والغربي بالعربي.. إنها الطريقة التي تعمل على تحقيق الأهداف والغايات التي يهد إليها الجابري بواسطة الأمثلة والبرهان.. وهي الطريقة التواصلية التعليمية اللغوية  الهادفة، التي تقيم جسرًا بين المرسل والمرسل إليه، أي بين الكاتب والقارئ، من هنا يصبح التواصل واضحًا والرسالة هادفة إلى تحقيق غايتها المرتبطة بالمحور الأساسي والجوهري للكتاب. إن مفهوم الهوية يتمحور في عمقه في كتاب الجابري حول الأنا والآخر بالاعتماد على طريقة تعليمية واعية تحدد العلاقة بينهما، وذلك بالنظر إلى شكل هذه العلاقة إيجابًا أو سلبًا، والكتاب يحتوي على عدد كبير من الأمثلة الحضارية والتراثية والفكرية والسياسية والتاريخية والدينية، كقوله مثلاً
"وإذا فنقطة البداية في تفكير العرب في مستقبلهم الآتي يجب أن تكون ليس فقط استحضار مستقبلهم الماضي، فهذا ما يفرض نفسه، بل أيضا استحضار ما يشكل المستقبل الماضي لكل من إسرائيل والصهيونية والغرب الإمبريالي.. وبما أن المحللين الاستراتيجيين الإمبرياليين من الغربيين، فضلا عن الصهيونيين، يرددون اليوم القول جهارا بأن الخطر الذي سيواجه "العالم، -عالمهم- في المستقبل، بعد زوال الخطر الشيوعي، هو الإسلام، بعد أن كانوا منذ عقدين من السنين لا يترددون في القول إنه القومية العربية..". ص ص 94 - 95.

## قراءات وعروض للكتاب
هناك العديد من القراءات والعروض التي تعرضت لكتاب "مسألة الهوية والعروبة والإسلام...والغرب" لمحمد عابد الجابري، سواء للكتاب بأكمله، أو لأقسام خاصة منه ، ونذكر من بين هذه القراءات:
- الهوية العربية الإسلامية بين الانسلاخ عن التراث والخضوع لثقافة الآخر: قراءة في القسم الثاني من كتاب "مسألة الهوية والعروبة والإسلام والغرب للدكتور محمد عابد الجابري. (قراءة: مصطفى مرناس وخيرة بن ضحوة)
- قراءة لكتاب مسألة الهوية والعروبة والإسلام والغرب لمحمد عابد الجابري. (قراءة: وسلهام الكط)
- مسألة الهوية.. العروبة والإسلام.. والغرب (عرض وتقديم: محمد شكري سلام)

## اقتباسات
- إن الأغلبية الساحقة من سكان هذه المنطقة يعتبرون هذا الوصف جزءاً من هويتهم فمن لم يكن عربياً بالعرق - وهل يمكن إثبات ذلك أو إثبات العكس - فهو يعتبر نفسه عربياً بالإسلام كما هو الحال بالنسبة إلى شعوب شمال افريقيا .ص 14
- والاجتهاد في الإسلام مصدر أساسي من مصادر التشريع - لا يمكن أن يكون إلا بالعربية ص23
- ليس هناك ما هو أكثر إثارة لسوء التفاهم وخلق المشاكل المزيفة من عدم تحديد المفاهيم من عدم الاتفاق على قاموس موحد ومرجعية واحدة لغوية معرفية للخطاب وآلياته ومرتكزاته ص29
- إن الحقائق التاريخية هي حقائق زمانية أولاً وقبل كل شيء، فإذا تغير الزمان تغيرت أو على الأقل أصبحت قابلة لأن تتغير ص 67